# Jakob Hermann (Politiker)
Jakob Hermann (* 23. Februar 1872 in Rangendingen; † 28. März 1952 ebenda) war ein deutscher Politiker (Zentrum, später CDU).

## Leben
Hermann war als Landwirt tätig und gehörte 1920 zu den Gründungsmitgliedern der Württembergischen Landwirtschaftskammer. 1924 wurde er in den württembergischen Landtag gewählt, dort gehörte er den Ausschüssen für Verwaltung und Wirtschaft an. 1928 erfolgte seine Wiederwahl, doch musste er sein Mandat wegen eines Urteils des Staatsgerichtshofes abgeben. 1932 wurde er wieder in den Landtag gewählt, doch auch dieses Mandat behielt er nur ein Jahr, ehe die Gleichschaltung in Kraft trat. Nach dem Krieg trat er der CDU bei und fungierte dort als Vorsitzender des Kreisverbandes Hechingen und gehörte dem Landesvorstand im neu gebildeten Land Württemberg-Hohenzollern an. Er gehörte der Beratenden Landesversammlung und dort den Ausschüssen für Verfassung und Geschäftsordnung an. Auch dem Landtag für Württemberg-Hohenzollern gehörte er bis zu seinem Tode an. Dort war er Mitglied des Ältestenrats und der Ausschüsse für Finanzen, Landwirtschaft und Ernährung. Kurz vor seinem Tod erhielt er vom Staatspräsidenten den Ehrentitel „Ökonomierat“.